# Олимпия (футбольный клуб, Волгоград)
«Оли́мпия» — российский футбольный клуб из города Волгограда. Основан в 1989 году. В 1998 и 1999 годах участвовал в Первенстве России среди коллективов физической культуры. В сезонах 2000—2008, 2012/13—2013/14 выступал во втором дивизионе Первенства России по футболу.

## История
Футбольный клуб «Олимпия» основан в конце 1989 года Николаем Николаевичем Чувальским. При его всесторонней поддержке начал тренерскую карьеру Леонид Слуцкий, приступивший в 1993 (по другим данным — в 1994 году) к работе с командой детей 1982 года рождения. Первый крупный успех пришёл к «Олимпии» в 1996 году, когда она выиграла финальный матч чемпионата ДФЛ (команда игроков 1982–1983 г.р.). В 1997 году ДФЛ выиграла команда игроков 1982 г.р., в 1998 — команды 1984, 1986 и 1987 г.р.
В 1998 году в «Олимпии» была сформирована команда, начавшая выступления на взрослом уровне — в первенстве России среди КФК. Заняв в следующем 1999 году первое место в зоне «Юг» и выиграв Кубок России среди КФК, «Олимпия» стала участником второго дивизиона ПФЛ.
Через команду прошли такие игроки как Денис Колодин, Роман Адамов, Андрей Бочков, Андрей Рябых, Алексей Жданов, Дмитрий Козлов, Сергей Фаустов и другие. Значительная часть игроков юношеской сборной России, вышедшей в финальную часть чемпионата Европы 1999 года, являлась воспитанниками «Олимпии».
Клуб исключён из состава участников Ассоциации ПФЛ решением Совета от 19 февраля 2009 года. 
В начале июня 2012 года стало известно о возможном возвращении «Олимпии» во Второй дивизион. 27 июня 2012 года было объявлено, что с сезона 2012/13 команда вновь будет выступать во Втором дивизионе. После окончания сезона 2013/14, в котором команда заняла 4-е место, президентом клуба Николаем Чувальским было объявлено о приостановке выступлений на профессиональном уровне из-за финансовых трудностей.

## Достижения

### Во втором дивизионе
- Серебряный призёр 2003 года (зона «Юг»)
- Бронзовый призёр 2001 и 2002 годов (зона «Поволжье»)
- Лучший бомбардир за сезон:
  - Иван Герасимов, 16 мячей[15], 2008 год
  - Алексей Жданов, 15 мячей в 19 матчах[16], 2005 год (лучший бомбардир зоны «Юг»[17])
  - Владимир Михалёв, 15 мячей, 2006 год
- Самые крупные победы:
  - дома: 8:0 («Судостроитель» Астрахань, 13 октября 2005)
  - в гостях: 8:1 («Крылья Советов-2» Самара, 13 июля 2000)
- Самые крупные поражения:
  - дома: 0:3 («Динамо» Ставрополь, 6 июля 2004)
  - в гостях: 0:8 («Черноморец» Новороссийск, 17 июля 2007)
- Результативные ничьи:
  - дома: 3:3 («Торпедо-Виктория» Нижний Новгород, 5 июня 2000)
  - в гостях: 3:3 («Текстильщик» Камышин, 17 августа 2004), («Краснодар-2000» Краснодар, 26 мая 2005)

### В Кубке России
- Выход в 1/16 финала (2004/05)[18]
- Самые крупные победы:
  - дома: 5:1 («Торпедо» Волжский, 1/256 финала, 2 мая 2000), 4:0 («Ангушт» Назрань, 1/64 финала, 5 июня 2004)
  - в гостях: 5:0 («Торпедо» Волжский, 1/256 финала, 16 апреля 2002)
- Самые крупные поражения:
  - дома: 1:4 («Крылья Советов» Самара, 1/16 финала, 7 августа 2004), 1:4 («Динамо» Махачкала, 1/32 финала, 21 июня 2006), 0:3 («Ротор» Волгоград, 1/128 финала, 29 апреля 2007)
  - в гостях: 1:3 («Крылья Советов» Самара, 1/16 финала, 31 июля 2004)

### На любительском уровне
- Чемпион России среди КФК 1999 года (зона «Юг»)[7]
- Обладатель Кубка России среди КФК розыгрыша 1999 года[8]
- Чемпион Волгоградской области 2010 года

## Результаты выступлений в чемпионатах
| Сезон   | Дивизион                         | Место    | И  | В  | Н  | П  | М      | О   | Главный тренер                                     | Лучший бомбардир            |
| ------- | -------------------------------- | -------- | -- | -- | -- | -- | ------ | --- | -------------------------------------------------- | --------------------------- |
| 1998    | Первенство КФК, зона «Юг»        | 7 из 13  | 24 | 10 | 2  | 12 | 31-38  | 32  | Леонид Слуцкий                                     |                             |
| 1999    | Первенство КФК, зона «Юг»        | 2 из 16  | 30 | 25 | 2  | 3  | 103-16 | 77  | Леонид Слуцкий                                     |                             |
| 1999    | Первенство КФК, финал            | 4 из 10  | 6  | 4  | 1  | 1  | 12-4   | 12+ | Леонид Слуцкий                                     |                             |
| 2000    | Второй дивизион, зона «Поволжье» | 10 из 18 | 34 | 13 | 7  | 14 | 61-56  | 46  | Леонид Слуцкий, Александр Никитин (и.о., с июля)   | Денис Снимщиков, 11 мячей   |
| 2001    | Второй дивизион, зона «Поволжье» | 3 из 18  | 34 | 22 | 6  | 6  | 57-23  | 72  | Сергей Попков                                      | Алексей Жданов, 11 мячей    |
| 2002    | Второй дивизион, зона «Поволжье» | 3 из 16  | 30 | 16 | 8  | 6  | 64-39  | 56  | Сергей Попков                                      | Андрей Рябых, 14 мячей      |
| 2003    | Второй дивизион, зона «Юг»       | 2 из 20  | 38 | 22 | 11 | 5  | 67-34  | 77  | Андрей Фёдоровский, Анатолий Коваль (с 15 августа) | Денис Снимщиков, 13 мячей   |
| 2004    | Второй дивизион, зона «Юг»       | 5 из 17  | 32 | 15 | 10 | 7  | 55-29  | 55  | Сергей Борисов                                     | Иван Герасимов, 12 мячей    |
| 2005    | Второй дивизион, зона «Юг»       | 4 из 13  | 24 | 13 | 6  | 5  | 54-27  | 45  | Лев Иванов                                         | Алексей Жданов, 15 мячей    |
| 2006    | Второй дивизион, зона «Юг»       | 5 из 17  | 32 | 20 | 3  | 9  | 57-32  | 63  | Лев Иванов                                         | Владимир Михалёв, 15 мячей  |
| 2007    | Второй дивизион, зона «Юг»       | 10 из 15 | 28 | 9  | 6  | 13 | 30-46  | 33  | Сергей Борисов                                     | Андрей Стрельников, 9 мячей |
| 2008    | Второй дивизион, зона «Юг»       | 4 из 18  | 34 | 22 | 5  | 7  | 71-31  | 71  | Лев Иванов                                         | Иван Герасимов, 16 мячей    |
| 2009    | Чемпионат Волгоградской области  | 9        | 24 | 7  | 6  | 11 | 49-39  | 27  | ?                                                  | ?                           |
| 2010    | Чемпионат Волгоградской области  | 1        | 18 | 16 | 0  | 2  | 63-7   | 48  | Дмитрий Иванов                                     | Алексей Брик, 15 мячей      |
| 2011    | Чемпионат Волгоградской области  | 7        | 18 | 6  | 3  | 9  | 33-33  | 21  | Дмитрий Иванов                                     | ?                           |
| 2012/13 | Второй дивизион, зона «Юг»       | 15 из 17 | 32 | 6  | 6  | 20 | 25-55  | 24  | Лев Иванов, Дмитрий Петренко, Виктор Семёнов       | Виктор Яковлев, 5 мячей     |
| 2013/14 | ПФЛ, зона «Юг»                   | 4 из 18  | 34 | 17 | 7  | 10 | 51-35  | 58  | Артём Куликов                                      | Виктор Борисов, 13 мячей    |
| 2015    | Чемпионат Волгоградской области  | 3        | 22 | 15 | 2  | 5  | 86-30  | 47  | ?                                                  | ?                           |
| 2017    | Чемпионат Волгоградской области  | 2        | 16 | 9  | 3  | 4  | 44-23  | 30  | ?                                                  | Андрей Комаров, 15 мячей    |